# Dampierre-en-Burly
Dampierre-en-Burly är en kommun i departementet Loiret i regionen Centre-Val de Loire strax norr Frankrikes mitt. Kommunen ligger i kantonen Ouzouer-sur-Loire som tillhör arrondissementet Orléans. År 2022 hade Dampierre-en-Burly 1 454 invånare.

## Befolkningsutveckling
Antalet invånare i kommunen Dampierre-en-Burly
| Referens: INSEE |